# Taboo (rappeur)
Pour les articles homonymes, voir Taboo.
Taboo, de son vrai nom Jaime Luis Gómez, né le 14 juillet 1975 à Los Angeles, en Californie, est un rappeur et acteur américain, membre du groupe des Black Eyed Peas.

## Biographie

### The Black Eyed Peas (depuis 1995)
The Black Eyed Peas se forment en 1988, lors de la rencontre de William Adams (will.i.am) et Allan Pineda (apl.de.ap) qui commencent tous deux à rapper ensemble et à jouer aux alentours de Los Angeles. Le duo signe au label Ruthless Records, dirigé par Eazy-E en 1992, attirant l'attention du manager d'Eazy-E, Jerry Heller. Avec l'un de leurs amis, Dante Santiago, ils se nomment Atban Klann (ATBAN: A Tribe Beyond a Nation). Will 1X (aka will.i.am), apl.de.ap, Mookie Mook, DJ Motiv8 (aka Monroe Walker) et Dante Santiago forment Atban Klann. Leur premier album, Grass Roots, ne sera jamais publié à la suite du décès d'Eazy-E. Par contre, l'album en question est en téléchargement libre.

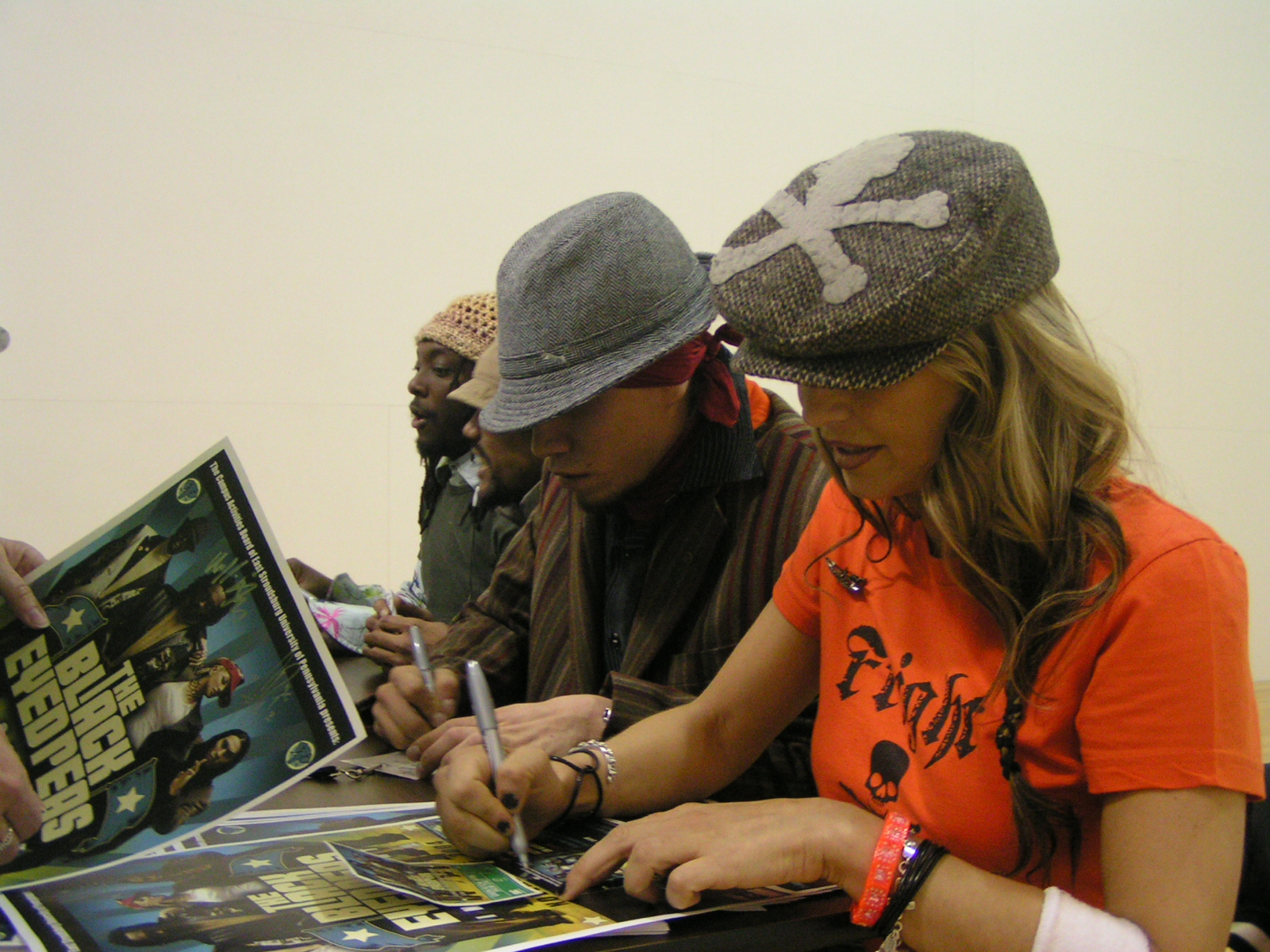
The Black Eyed Peas signant des autographes avant un concert à l'East Stroudsburg University of Pennsylvania, en 2004.

Après le décès d'Eazy-E en 1995, Atban Klann se reforme et change de nom pour Black Eyed Pods, puis Black Eyed Peas. Dante Santiago est remplacé par Jaime Gomez (Taboo), et Kim Hill s'occupe des chœurs. Contrairement à d'autres groupes de hip-hop, ils adoptent un style musical et vestimentaire différent de ceux du genre gangsta rap de l'époque. Après sa signature au label Interscope Records et la publication de son premier album, Behind the Front en 1998, le groupe se popularise et gagne en succès. L'un des singles extraits de l'album s'intitule Joints and Jam, et est inclus dans la bande-son de Bulworth. Leur second album s'intitule Bridging the Gap (2000), qui  contient le single Request + Line en featuring avec Macy Gray.
En 2003, Fergie rejoint le groupe. Ils publient leur troisième album Elephunk, qui contient le single à succès Where Is the Love? et Shut Up. Leur nouvel album Monkey Business, est certifié quadruple disque de platine aux États-Unis, et contient les singles, My Humps et Don't Phunk with My Heart. En 2009, le groupe s'accroche à la première et deuxième places du Billboard Hot 100, avec leurs singles Boom Boom Pow et I Gotta Feeling. Ces singles atteignent le classement pendant 30 semaines consécutives en 2009. I Gotta Feeling devient leur premier single téléchargé plus d'un million de fois au Royaume-Uni.

### Projets solo (depuis 2008)
En 2008, Taboo prévoit le lancement d'un premier album solo ; cependant, lors d'un entretien en 2011, Taboo repousse la sortie, expliquant qu'il mettra plus de temps à lancer un premier album. Taboo souhaite collaborer avec des artistes comme Frankie J, E-40, Pitbull, Transit Venus. Kumbia Kings. Shakira, Blu Cantrell et Juanes, sont d'après les rumeurs prévus pour l'album. Sie7e est également confirmé.
Les chansons qu'il a coécrites et chantées sont présentes dans la plupart des films comme Coach Carter, Legally Blonde, Harold et Kumar chassent le burger, et Barbershop 2. En mai 2014, Taboo publie son premier single solo, Zumbao, « qui est drôle [...] et a de l'énergie positive. »
Taboo est également réputé pour son style de danse inspiré du kung-fu (il pratique le jeet kune do).

## Carrière cinématographique
Taboo joue le rôle de Vega dans le film Street Fighter: Legend of Chun-Li. Il joue en outre le rôle de Guillermo dans le film de Trevor White, Jamesy Boy, en 2014.

## Vie privée
Jaime Luis Gomez est né à Boyle Heights, Los Angeles, en Californie. Taboo est d'origine mexicano-américaine de par ses deux parents, ainsi que shoshone du côté de sa mère,,. Jeune, il étudie au Rosemead High School (classe de 1993), et au Richard Garvey Intermediate School. Deux jours avant son 33e anniversaire, Taboo épouse Jaymie Dizon à Pasadena le 12 juillet 2008. will.i.am et apl.de.ap sont ses témoins. Le couple donne naissance à son premier enfant, Jimmy Jalen Gomez le 19 juillet 2009 et à leur second, Journey, le 19 avril 2011 et leur troisième enfant qui est une fille née le 7 mars 2016 se nomme Jett Juliana Gòmez. Il est également père d'un enfant né d'une autre relation, Joshua, né le 13 octobre 1993,. Son autobiographie, Fallin' Up: My Story est publiée en février 2011.